# どんぐり (ライフゲーム)
ライフゲームにおけるどんぐり（acorn）は、7セルからなる長寿型の一種である。

## 構造
どんぐりは、以下のような構造を持つ。

## どんぐりの変化
どんぐりは、5206世代目に633セルが生きている状態で安定し、34個のブロック・30個の蜂の巣（1個の養蜂場を含む）・41個のブリンカー (4個の信号灯を含む)・13個のグライダー・8個のボート・5個のパン・3個の船・2個のはしけ・2個の池・1個のマンゴーになる。また、イーターが2661世代目に生成されるが、3926世代目で崩壊してしまう。